# Kerk van Niebert
De kerk van Niebert is een witgepleisterde zaalkerk in Niebert in de Nederlandse provincie Groningen, die gebouwd is in de tweede helft van de veertiende eeuw. De kerk is eigendom van de Stichting Oude Groninger Kerken.

## Beschrijving
In de late middeleeuwen werd een houten kerkje gebouwd in Niebert, dat in 1385 op last van de Cisterciënzer abt van het klooster van Aduard werd vervangen door de huidige kerk van Niebert. De op het oosten georiënteerde kerk staat op een verhoogd kerkhof. Een toren heeft de kerk nooit gehad. Net als de kerk van Nuis staat deze kerk in de noordelijke ontwikkelingskern, terwijl de pastorie en alle boerderijen langs 't Pad staan; de zuidelijke ontwikkelingskern. Na de reformatie aan  het eind van de zestiende eeuw werd de kerk Nederlands Hervormd. 

### Exterieur
De buitenmuren van de kerk wordt geleed door zeven lisenen, waarvan de lisenen op de hoeken de functie van steunbeer vervullen. De ernstige verzakkingen werden gedurende de restauratie van 1947-'48 een halt toegeroepen door een nieuwe fundering en betonring. De noordmuur en oostmuur kennen echter nog wel een kromming. 
In 1831 werd de kerk grondig verbouwd, waarbij onder meer de oorspronkelijke gotische spitsboogvensters werden vervangen door de huidige grote rondboogvensters. Van deze oorspronkelijke gotische spitsboogvensters is er een overgebleven boven de ingang in de westmuur. Mogelijk werd het gebouw tijdens deze verbouwing ook witgepleisterd.
In 1681 werd door de Leeuwarder klokkengieter Petrus Overney een luidklok gegoten voor de klokkenstoel ten zuiden van de kerk. Deze hing hier tot 1773 toen de klokkenstoel werd vervangen door een dakruiter op de kerk. In 1924 werd deze dakruiter voorzien van een nieuw uurwerk. De luidklok echter werd in 1943 door de Duitse bezetters geroofd. In 1949 kreeg de kerk van Niebert weer een nieuwe klok. De dakruiter werd gerestaureerd in 2006. In datzelfde jaar werd de windhaan gestolen, deze werd daarop vervangen door een replica.

### Interieur
De koorsluiting is recht gesloten en in deze muur bevinden zich twee nissen. Een van deze nissen is een gereconstrueerde piscina, omlijst met profielstenen. Deze is gemaakt ten tijde van de restauratie van 1947-'48. In de noordmuur van het koor is nog de originele bewaarplaats van het Heilig Sacrament, geheel omlijst met rood Bremerzandsteen. Op het blauw geschilderde plafond is de balkenzoldering te zien met trekbalken. 
In het gangpad liggen enkele zeventiende-eeuwse grafzerken van de familie Iwema en enkele verwante geslachten zoals de Ibema's, eigenaren van het Iwema-steenhuis, waarvan het oudste graf dateert uit 1601. De kerk kent drie herenbanken. De bank recht tegenover de preekstoel is ook het grootst en dateert uit de achttiende eeuw. In de kleine overkapping ook het familiewapen van de Ibema's. De andere twee herenbanken hebben een identiek opzetstuk. Deze opzetstukken hebben een tijd weerskanten van het orgel gesierd tot zij bij de restauratie van 2006 weer op hun oude plek werden geplaatst. De lambrisering uit de kerkenraadskamer van de Remonstrantse kerk van Groningen is nu gebruikt als versiering op het oksaal.
De preekstoel is van 1743 en werd ontworpen door schrijnwerker Jan Bitter (1698-1747). Het houtsnijwerk werd in opdracht van de voorname familie Thema verzorgd door beeldsnijder Casper Struiwig. Struiwig vervaardigde destijds ook het snijwerk van een herenbank, lezenaar en collectezakhouder. De preekstoel heeft vier panelen en een klankbord met de tekst die in vertaling luidt: 'Gij Christus, beheerst de Geest en Stem der Geleerden’. De vier panelen zijn versierd met in elkaar hakende banden in Lodewijk XIV-stijl. Mogelijk sierde ooit het wapen van Hendrick Jans Ibema (in het koor zijn grafzerk, 1773), toenmalig collator van de kerk, het middenpaneel van de kuip. Onder de preekstoel ligt een gietijzeren grafplaat uit 1849 met erop afgebeeld: een gevleugelde zandloper om het voortschrijden van tijd uit te beelden, een vlinder als symbool voor het vertrekken van de ziel en een slang die zichzelf in zijn staart bijt (een ouroboros) en daarmee de cyclische aard van alles verbeeldt.
Tot de inventaris van de kerk behoren onder andere een doopvont op een smeedijzeren stander. Het vont is in 1949 gemaakt uit een bak die bij de restauratie vrijkwam. Verder zijn er nog een zware avondmaalstafel, afkomstig uit het Iwema-steenhuis en een zilveren avondmaalsbeker met het opschrift: ‘Door Dom(inee) Posthumus’ met het jaartal 1729.

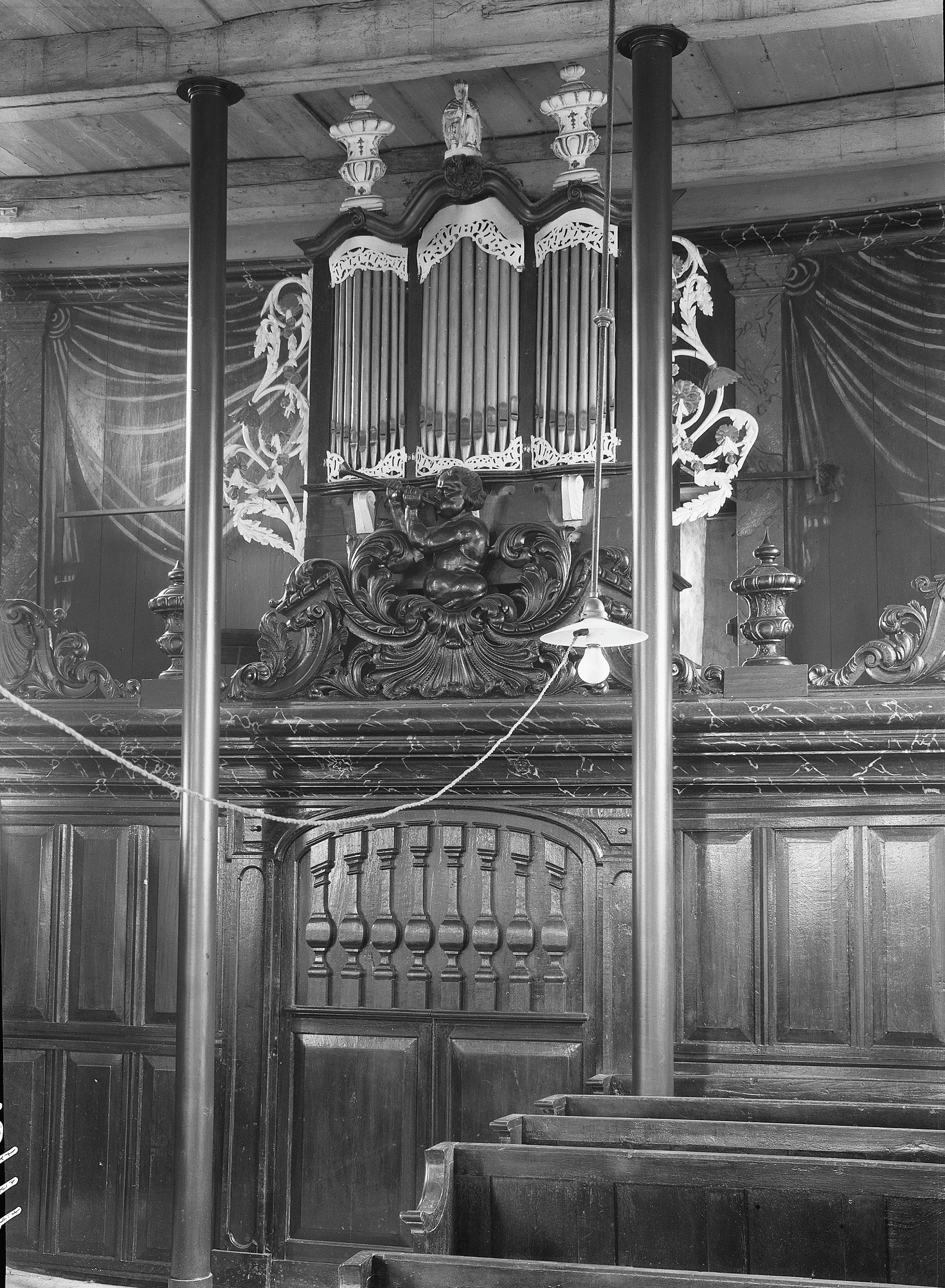
Het orgelfront van Casper Struiwig

#### Orgel
Het eerste kerkorgel zelf kwam pas bij de verbouwing in 1831 in de vorm van een verbouwd kistorgel. Van dit orgel rest alleen nog een klein gipsen beeldje van een Koning David die harp speelt, hetgeen bewaard wordt in een nis rechts van de preekstoel. In 1941 werd door de Amsterdamse orgelbouwer H. Spanjaard een orgel uit de doopsgezinde kerk van Sint Annaparochie gehaald, dat daar in 1912 was geplaatst door Bakker & Timmenga. Dit is het huidige orgel. Voor de overplaatsing werd het orgel wel voorzien van een nieuw front. Bij de restauratie van 2006 zijn ook de op de hout geschilderde orgeldoeken weer opgefrist.

## Trivia
De consistoriekamer van de kerk van Niebert vormt het startpunt voor de wandelroute 'Het Kale Jonker Pad'. Dit pad voert de wandelaar over 't Pad langs het Iwema-steenhuis, de Coendersborg, de Mienscheer en over het Dwarsdiep.